# سلیمان بن خالد
سلیمان بن خالد بن ولید مخزومی قریشی (عربی: سُلَیْمَانَ بْنِ خَالِد بْنِ الْوَلِید الْمَخْزُومِیُّ الْقُرَشِیُّ‎؛ ۶۱۲–۶۴۲) از صحابه محمد پیامبر اسلام و پسر بزرگ خالد بن ولید که کنیه خالد از نام او گرفته شد. او سوارکاری شجاع و دلیر بود که در دوران خلافت عمر بن خطاب، در کنار پدرش در فتوحات مسلمانان شرکت داشت و در سال ۲۱ هجری در فتح مصر علیا کشته شد.

## زندگی و شرح حال

### نسب
- پدرش: خالد بن ولید بن مغیره بن عبداللّٰه بن عمرو بن مخزوم بن یقظه بن مرّه بن کعب بن لوای بن غالب بن فهر بن مالک بن قریش.
- مادرش: کبشه بنت هذه بن ابی‌عمرو بن عدی بن امیه بن عبدالله بن رضاه بن ربیعه بن حرم بن ضنا بن عبد بن کثیر بن عضره بن سعد حدیم بن زید بن لیث بن سود بن اسلم بن الحف بن قضاعه.[۲]

### خانواده
سلیمان پسر ارشد خالد بن ولید در مکه بزرگ شد، و یکی از بزرگ‌ترین رهبران نظامی عرب. او در سال هفتم هجرت به اسلام گروید و نقش برجسته‌ای در نبردها با حضرت محمد ایفا کرد، تا جایی که پیامبر او را «سیف‌اللّٰه (ت.ت. 'شمشیر خدا')» لقب داد. سلیمان چهار برادر ناتنی داشت:
- مهاجر بن خالد: او از صحابه محمد بود، و از صحابه جوان محسوب می‌شود. او در زمان خلافت عمر بن خطاب به همراه پدرش در فتح شام شرکت کرد، او از یاران علی بن ابی‌طالب بود. در جنگ جمل چشمش کور شد، و در نبرد صفین کشته شد.[۳]
- عبدالله اکبر بن خالد: او از صحابه محمد بود، در فتوحات همراه پدرش حضور داشت و طبق قول مشهور، در سال ۱۲ هجری در فتح عراق پدرش کشته شد،[۴][۵] ابن حجر ادعا کرده است که او در نبرد یرموک کشته شده است.[۶]
- عبدالرحمن بن خالد: او در زمان محمد پیامبر اسلام زندگی می‌کرد و او را دیده بود و از صحابه او بود. او به همراه پدرش در فتح شام شرکت داشت و معاویه در زمان خلافت عمر بن خطاب از او برای رهبری حمله به رومیان استفاده کرد.[۷] عثمان بن عفان او را به فرمانداری حمص منصوب کرد و او در نبرد صفین علیه علی بن ابی‌طالب به همراه معاویة بن ابی‌سفیان حضور داشت.[۸]
- عبدالله اصغر بن خالد: کوچک‌ترین برادر سلیمان. او را به نام برادرش عبدالله که در فتوحات کشته شده بود، عبدالله کوچک نامیدند.[۹]

همه برادران سلیمان - به جز عبدالله کوچک - در کودکی پیامبر را دیدن، مورخان آنها را جزو صحابه جوان می‌دانند، بنابراین، سلیمان نسبت به برادرانش مدت بیشتری با آنها همراه بود، زیرا مورخان اتفاق نظر دارند که او پسر بزرگ خالد بن ولید بود. ابن حجر می‌گوید: 
سلیمان بن خالد بن ولید بن المغیره المخزومی: کنیه پدرش بخاطر سلیمان ابوسلیمان بود و او پسر بزرگ خالد بود.— ابن حجر عسقلانی، 

## مرگ
سلیمان و برادرانش در کنار پدرشان شاهد فتوحات عراق و شام بودند. در فتح وردان، گروهی از رومیان از هر سو او را احاطه کردند. او با آنها جنگید تا دست راستش قطع شد. سپس با دست چپ شمشیر را برداشت و شروع به زدن با آن کرد تا دست دیگرش قطع شد. سپس به سینه‌اش فروکردند و او به قتل رسید.